# المشروع (ردمان)

تعديل مصدري - تعديل

المشروع هي إحدى قرى عزلة ال بقش بمديرية ردمان التابعة لمحافظة البيضاء، بلغ تعداد سكانها 114 نسمة حسب تعداد اليمن لعام 2004.